# Fred Singer
Siegfried Frederick Singer, conosciuto come Fred Singer (Vienna, 27 settembre 1924 – Rockville, 6 aprile 2020), è stato un fisico austriaco naturalizzato statunitense.
È stato uno degli scienziati di punta nella negazione dell'origine antropica del riscaldamento globale.

## Biografia
Singer nacque in una famiglia ebrea che in seguito all'Anschluss dell'Austria con la Germania nazista si trasferì in Inghilterra nel 1938, stabilendosi a Northumberland. Alcuni anni più tardi Fred emigrò negli Stati Uniti d'America e si iscrisse all'Università statale dell'Ohio, dove conseguì il baccalureato in elettrotecnica nel 1943. Nel 1944 conseguì il master universitario in fisica all'Università di Princeton. Nello stesso anno divenne cittadino statunitense e si arruolò nella Marina Militare Statunitense, lavorando per il Naval Ordnance Laboratory. Congedatosi dalla Marina nel 1946, riprese i suoi studi e conseguì il Ph.D in fisica all'Università di Princeton, insegnando nel frattempo fisica nella stessa università per pagarsi gli studi. In seguito lavorò fino al 1950 al Laboratorio di fisica applicata dell'Università Johns Hopkins. Dal 1950 al 1953 lavorò all'ambasciata statunitense a Londra come ufficiale di collegamento con l'Ufficio per le ricerche navali. Tornato negli USA, divenne professore associato all'Università del Maryland, assumendo contemporaneamente l'incarico di direttore del Centro di Fisica per l'atmosfera e lo spazio. Nel 1959 divenne professore ordinario nella stessa università. Nel 1962 lasciò l'università per assumere l'incarico di direttore del Servizio di Meteorologia satellitare del National Weather Satellite Center, ora incorporato nella National Oceanic and Atmospheric Administration. Nel 1964 divenne il primo preside della Scuola di Scienze planetarie e ambientali dell'Università di Miami, prima scuola di questo tipo fondata negli USA. Nel 1967 accettò l'incarico di assistente segretario del Dipartimento degli Interni degli Stati Uniti d'America, dove si occupò di qualità delle acque e ricerca scientifica. Nel 1970, quando fu creata l'Agenzia statunitense per la protezione dell'ambiente, Singer accettò l'incarico di assistente amministratore per le politiche dell'Agenzia. Nel 1971 divenne professore di Scienze ambientali all'Università della Virginia, incarico che ricoprì fino al suo ritiro avvenuto nel 1994. Dopo il pensionamento, divenne professore di ricerca per conto dell'Institute for Humane Studies all'Università George Mason fino al 2000. È morto all'età di 95 anni in una casa di riposo.
Singer è autore di più di 200 articoli pubblicati su riviste scientifiche; ha scritto inoltre numerosi articoli divulgativi su quotidiani e periodici e una dozzina di libri.

## Posizioni
Sostenitore del libero mercato, Singer ha assunto negli anni novanta posizioni critiche su diverse questioni di carattere ambientale come il legame fra i raggi ultravioletti e il melanoma e la correlazione fra i clorofluorocarburi e il buco dell'ozono, criticando la decisione del Congresso degli Stati Uniti di tagliare i fondi per lo sviluppo di aerei da trasporto supersonici per evitare di compromettere l'ozonosfera. Singer ha criticato anche il rapporto dell'Agenzia statunitense per la protezione dell'ambiente sui rischi del fumo passivo. Ha assunto posizioni critiche anche nei confronti del riscaldamento globale, sostenendo che non ci sono evidenze che l'anidride carbonica prodotta dalle attività umane sia la causa del riscaldamento globale, perché l’atmosfera terrestre è molto complicata e non si può dire che la CO2 sia la causa del riscaldamento solo perché è un gas serra. La rivista Mother Jones ha definito Singer come "uno dei padrini della negazione del cambiamento climatico". Gli storici della scienza Naomi Oreskes ed Erik Conway nel libro Mercanti di dubbi hanno individuato in Fred Singer e nei suoi colleghi Frederick Seitz e William Nierenberg i principali scienziati che hanno seminato dubbi nel pubblico riguardo al consenso scientifico su temi come i danni del fumo passivo e le cause del riscaldamento globale.

## Libri pubblicati

### Come autore
- Studies of a minimum orbital unmanned satellite of the Earth (Mouse), American Rocket Society, 1954
- Torques and attitude sensing in earth satellites, Academic Press, New York, 1964
- Is there an optimum level of population?, Mc-Graw-Hill, 1971
- Free market energy: The way to benefit consumer, Universe Pub, 1984
- The Universe and its origins: From ancient myth to present reality and fantasy, Paragon House, 1990
- The ocean in human affairs, Paragon House, 1990
- Evolving global enviroment, Paragon House, 1993

### Come coautore
- Robert M. Carter, Fred Singer, Craig D. Idso, Climate Change Reconsidered, Heartland Institute, 2011
- Robert M. Carter, Fred Singer, Sherwood B. Idso, Climate Change Reconsidered II, Heartland Institute, 2014